# داولکانوفو

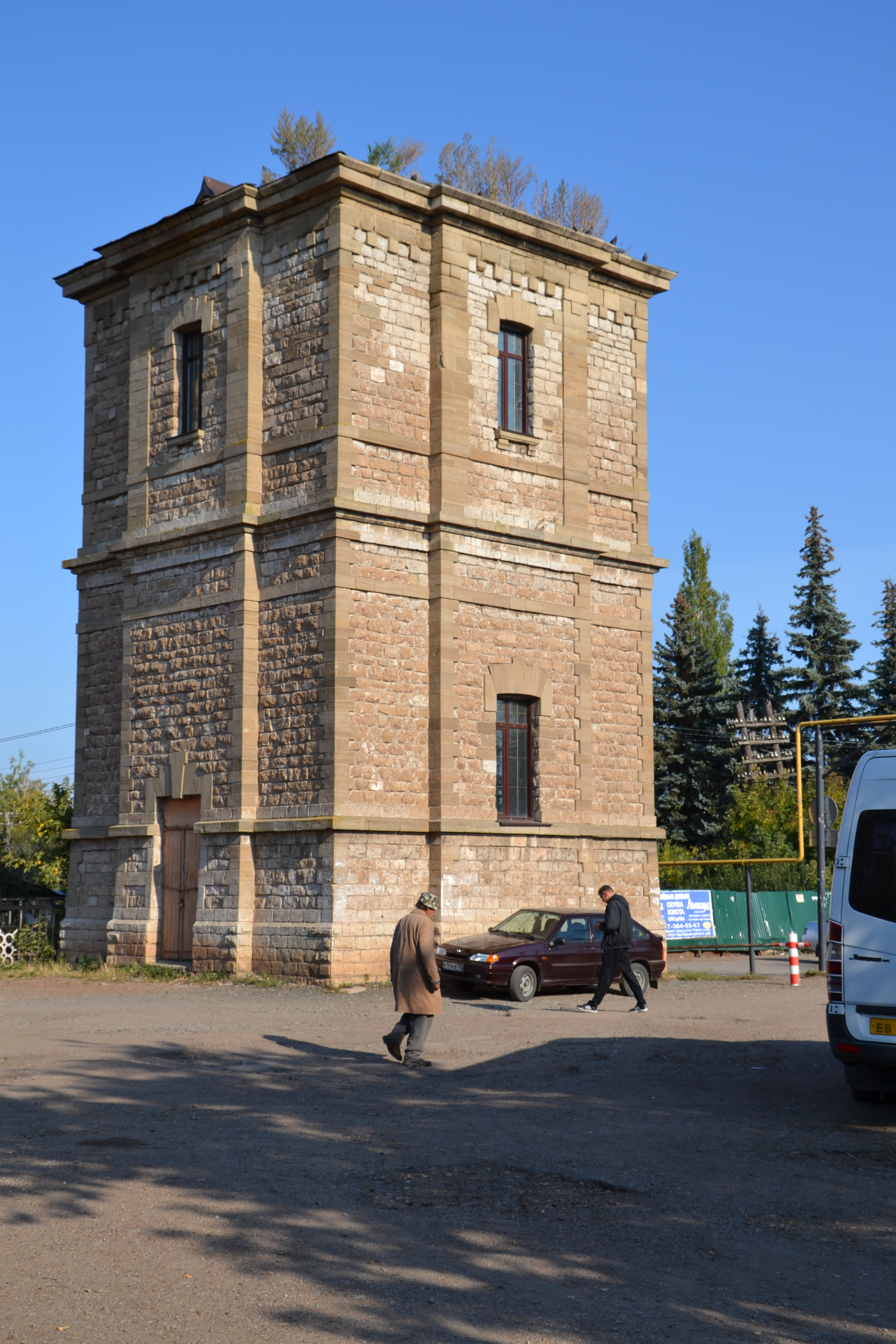
برج آب در میدان ایستگاه شهر داولکانوفو

شهر داولکانوفو (به روسی: Давлеканово) در کشور روسیه و در جمهوری باشقیرستان واقع شده‌است.